# Kovakő

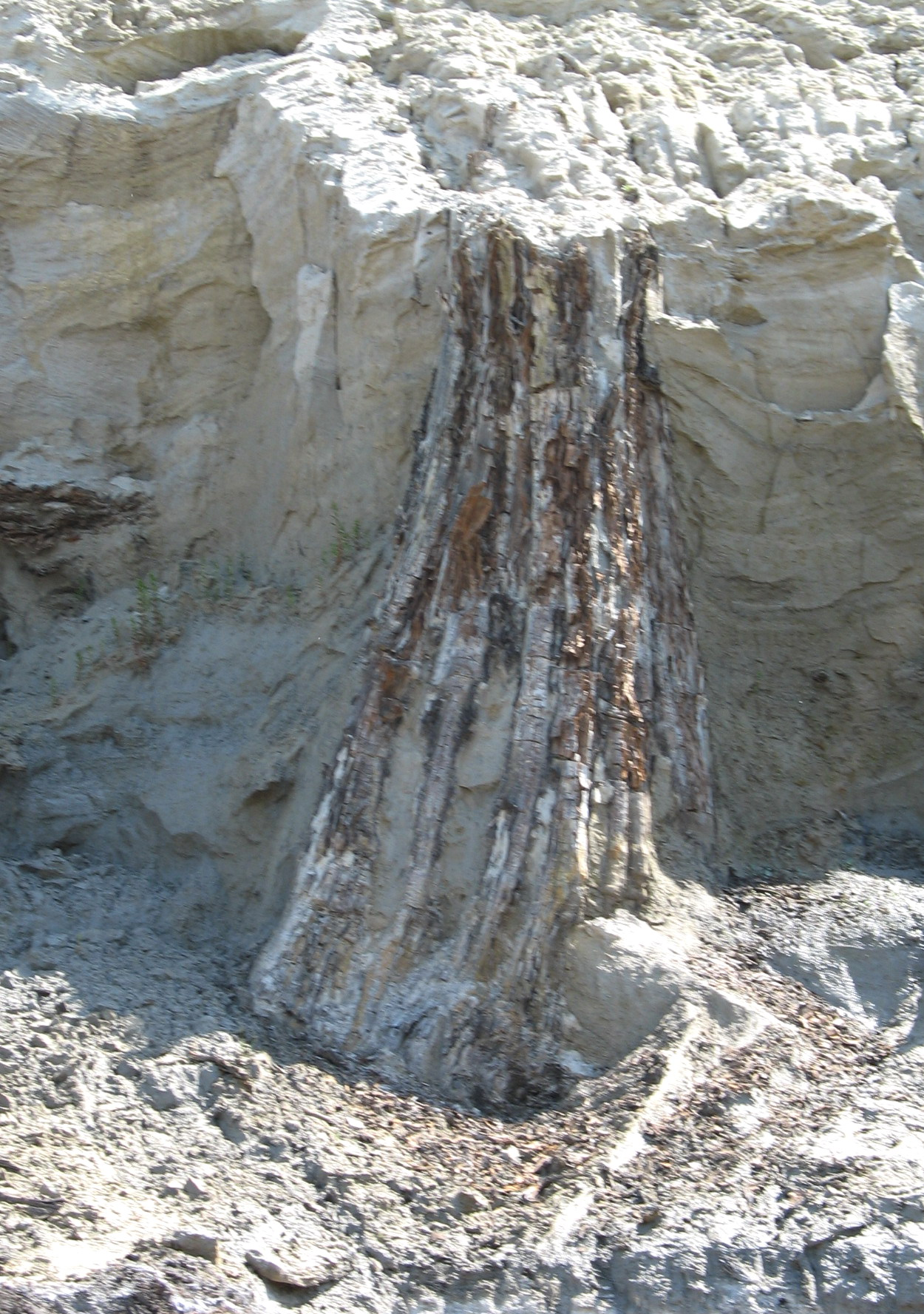
Kovásodott mocsárciprus Visontán a külfejtésben (faopál)

A kovakő a kvarc régies ásványtani elnevezése, a szakirodalom ma már csak ritkán használja. Köznyelvi értelemben a szilícium-dioxid (SiO2) mikrokristályos, kriptokristályos és hialinos szövetű változatainak összefoglaló neve. Gyakran használt elnevezései: opál, kvarcit, kalcedon, obszidián, tűzkő és flintkő. Ezen nevek közül sok egészen más kőzetet vagy ásványt jelöl valójában, vagy másra is alkalmazzák. Így például a radiolarit magyarban bevett neve szintén tűzkő, ezt pedig általában nem nevezzük kovakő-nek.

## Keletkezése
A kovásodás során az anyakőzetekben vagy élőlényekben a kovasav tartalom feldúsulásának eredményeként alakul ki. Ilyen feldúsulás termálforrások felbukkanásának, a kőzetekben vagy talajokban szivárgó  forró vizek és kitörő gejzírek környezetében a leggyakoribb. Növényeknél a sejtüregekből a vizet a kovasav oldat kiszoríthatja, ekkor a folyamatot opalizálódásnak is nevezik. Üledékes kőzetekben, leggyakrabban dolomitban és mészkőben kovamoszatok révén konkréciók (csomósodások) alakulhatnak ki. Ilyen konkréciókat széntelepekben is kimutattak. Az így kialakult képződményeket kovagumónak, a népnyelvben tűzkőnek nevezik.

## Különleges tulajdonságai
Jól pattintható, kis ütésre is éles széleket lehet kialakítani, amit már a korai kőkorszakban felismertek. Saját anyagának porával jól csiszolható. Fémekkel vagy egymással összeütve nagy energiájú, viszonylag hosszan fennmaradó szikrát ad. Egyes változatai (elsősorban a kalcedon)  szépen színeződött, íves vonalas, rostos, vesés, gömbhalmazos megjelenésűek. Növények kovásodásakor a rostos szerkezet mintázatot alkot például faopálnál.

## Hazai előfordulásai
A Dunántúli-középhegységben és az Északi-középhegységben is gyakran megtalálhatók elsősorban a jura és triász földtani korokban képződött üledékes kőzetekben. Bányászatát folytatták Rátka, Mád, Gyöngyössolymos, Mindszentkálla térségében. Nevezetesek az Ipolytarnóc és Gyöngyös közelében a visontai lignitbánya fedő homokrétegeiben felfedezett nagyméretű faopálok, melyek mocsári ciprusokból jöttek létre.

## Felhasználása

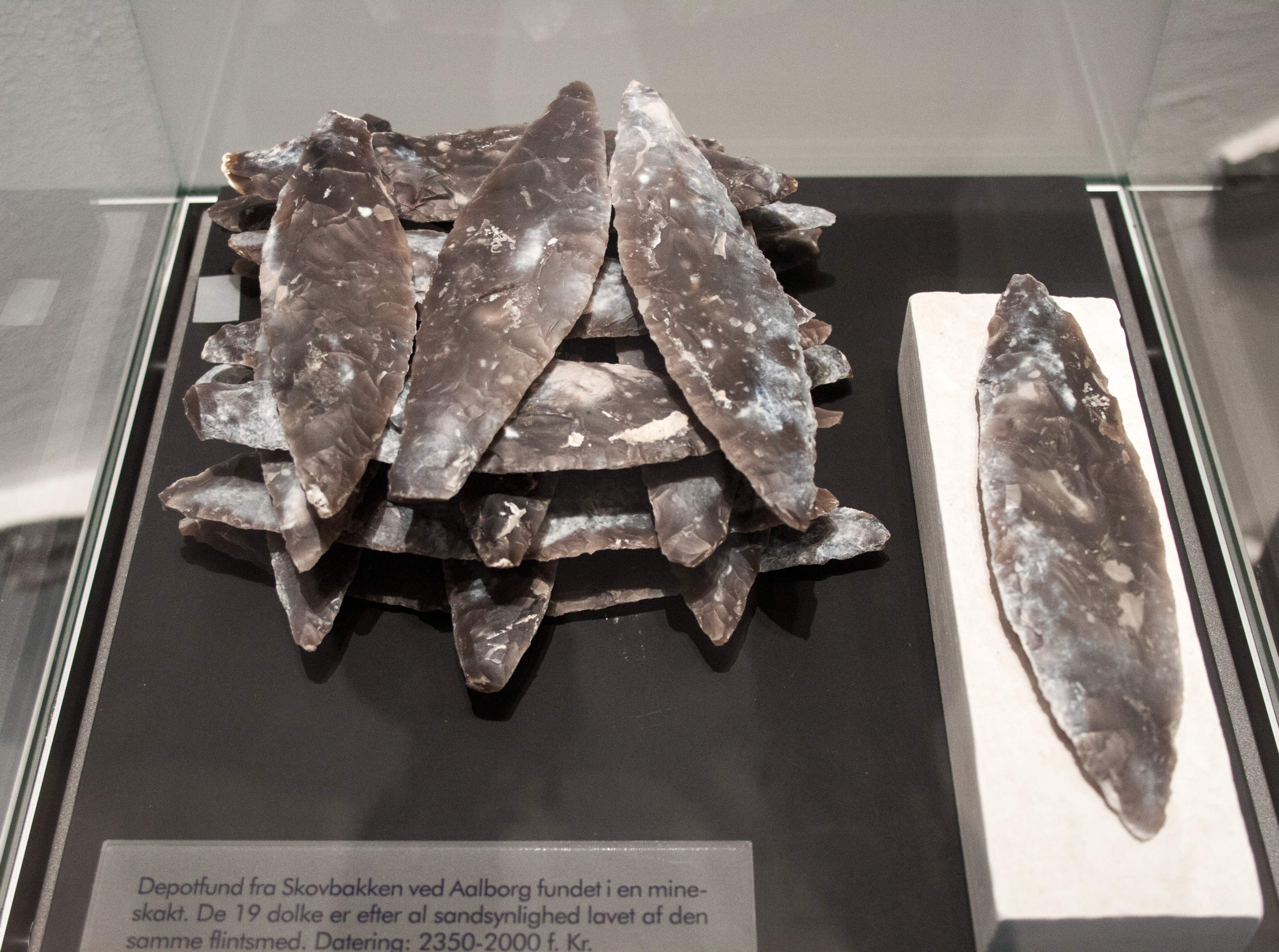
Az őskorban a kovakő természetes formában megjelenő darabjait a könnyű pattinthatóság és csiszolhatóság miatt az ember szerszámként használta

Az őskorban először természetes formában megjelenő darabjait használták szerszámként. A könnyű pattinthatóság és csiszolhatóság lehetővé tette a tudatos alkalmazását, a Zempléni-hegység obszidiánjából már cserekereskedelem útján távolabbi területekre is eljutottak, pl. szakócák, kések és más szerszámok. Az őskori bányászat a szerszám hasznosítását mutatta ki (pl. a Sümeg közelében lévő Mogyorósdomb nagy kiterjedésű bányájában). Az őskorban használták Tata területén, ahol 5-6000 éves bányagödröt tártak fel az alsó kréta korúnak beazonosított radiolarit (tűzkő) kitermelésének nyomaival.
A szikraképződést alkalmazva fejlődött ki a pattintásos tűzgyújtás, amikor a szikrát könnyen izzásba hozható anyagra vitték át. A szárított taplót, az acélt és a kovakőt mint gyújtóeszközt a gyufa elterjedéséig használták rendszeresen. A tömegesen előforduló kovakövet, a kvarcitot használták tűzállótégla gyártására. A flintkő ipari alkalmazása ércelőkészítésnél dob-malmokban volt használatos. Kohászati segédanyagként, ötvöző adaléknak ma is elterjedten alkalmazzák. A szép rajzolatú kalcedon és opál kedvelt alapanyaga az ékszeriparnak.

## A kovakő más megjelenése
- Kovaföld vagyis diatomaföld: mikrokristályos földszerű változat, melyet derítésre alkalmaznak. Keletkezését szilícium-dioxidot kiválasztó kovamoszatok tömeges megjelenésével, feldúsulásával hozzák összefüggésbe.
- Kovapala: réteges szerkezetű nagy kiterjedésű kovakő előfordulás.